# Amphiporus allucens
Amphiporus allucens är en djurart som tillhör fylumet slemmaskar, och som beskrevs av Heinrich Bürger 1895. Amphiporus allucens ingår i släktet Amphiporus och familjen Amphiporidae. Inga underarter finns listade i Catalogue of Life.